# テリチアン
| 累代        | 代     | 紀           | 基底年代 Mya |
| ----------- | ------ | ------------ | ------------ |
| 顕生代      | 新生代 | 第四紀       | 2.58         |
| 顕生代      | 新生代 | 新第三紀     | 23.03        |
| 顕生代      | 新生代 | 古第三紀     | 66           |
| 顕生代      | 中生代 | 白亜紀       | 145          |
| 顕生代      | 中生代 | ジュラ紀     | 201.3        |
| 顕生代      | 中生代 | 三畳紀       | 251.902      |
| 顕生代      | 古生代 | ペルム紀     | 298.9        |
| 顕生代      | 古生代 | 石炭紀       | 358.9        |
| 顕生代      | 古生代 | デボン紀     | 419.2        |
| 顕生代      | 古生代 | シルル紀     | 443.8        |
| 顕生代      | 古生代 | オルドビス紀 | 485.4        |
| 顕生代      | 古生代 | カンブリア紀 | 541          |
| 原生代      | 原生代 | 原生代       | 2500         |
| 太古代      | 太古代 | 太古代       | 4000         |
| 冥王代      | 冥王代 | 冥王代       | 4600         |
| 1. 2. 3. 4. |        |              |              |

テリチアン（英: Telychian）は、国際層序委員会によって定められた地質学用語である、地質時代名の一つ。4億3850万年前（誤差110万年）から4億3340万年前（誤差80万年）にあたる、シルル紀ランドベリ世を三分した後期である。前の期はランドベリ世の中期アエロニアン、次の期はウェンロック世を二分した前期シェイウッディアン。日本語ではテリヒ期とも呼ばれる。
放散虫の化石帯である H. tegimentum-S. excelsa 帯はアエロニアン - 下部テチリアン階に相当する。

## 出来事
シルル紀には三度の比較的小規模な絶滅事変（Ireviken、Mulde、Lau event）が起きており、そのうち最初の Ireviken event はテリチアン - シェイウッディアン境界で発生した。オルドビス紀型放散虫やフデイシおよびコノドントの属の40%以上が絶滅を迎え、当時の浮遊性および遊泳性生物の多様性は大きな打撃を受けた。放散虫は科レベルの多様性は保ったものの、属レベルでは26%が絶滅した。三葉虫も大きく影響された一方、浅海域の生物礁はほぼ影響を受けなかった。絶滅事変は約20万年続いた。

### プロセス
Ireviken event には8つのデータム・ポイント（年代の基準となる点）があり、地球上の熱エネルギーに大きく関与するミランコビッチ・サイクルとの関連が予想されている。データム・ポイントのうち最初の4つは3万797年の間隔を持ち、これは地球の自転軸の傾斜角の変化周期と関連する。5番目と6番目のデータム・ポイントは約1万6500年から1万9000年の間隔を持ち、歳差運動の変化周期を反映すると推測されている。7番目と8番目はさらに間隔が開いており、ミランコビッチ・サイクルと関連付けることは難しい。Ireviken event は氷河発達のピークの時期にあたり、オルドビス紀の大量絶滅のように地球の寒冷化が絶滅の原因に挙げられている。
寒冷化に伴う海洋の成層化は海洋無酸素事変に繋がったことが指摘されている。硫黄同位体比や炭素同位体比およびヨウ素の分析によると、当時は全球的に海洋中の酸素濃度が低下し、貧酸素水塊が発生していた。ほぼあるいは完全な無酸素環境が構築されて有害な硫化物が大量発生したのは全海洋の8%以下の領域であり、わずかな範囲でも全世界に壊滅的な打撃を与えたことが示唆されている。
Ireviken event の後、δ13C値とδ18O値の上昇が確認されている。δ13C値は +1.4‰ から +4.5‰ へ、δ18O値は −5.6‰ から −5.0‰ へ上昇した。

## 日本において
南ウラルから報告された Haplotaeniatum tegimentum 放散虫群集は最前期アエロニアン以降から中期テリチアン以前の指標とされている。福井県大野市の野尻から影路にかけて分布する飛騨外縁帯の影路累層からはこの群集に対比できる放散虫化石が産出しており、影路累層も同様の時代の地層であると考えられている。